# Maun
Maun és la cinquena ciutat més poblada de Botswana. L'any 2001 tenia 43.776 habitants
Té la consideració de la "capital turísitca" de Botswana i de centre administratiu del districte de Ngamiland district. També és la seu des d'on s'organitzen de nombrosos safaris i vols charter cap al Delta de l'Okavango.
És el lloc on el rei Joan Carles I es trobava quan va sofrir l'accident per la caça d'elefants l'abril de 2012.
La ciutat es troba a la riba del riu Thamalakane.

## Etimologia
El nom de Maun deriva de la llengua dels boximans 'maung', que es tradueix per 'el lloc dels joncs curts'.

## Història
Maun va ser fundada l'any 1915 com a capital tribal de l'ètnia Batawana, essent un nucli rural, amb l'arribada del turisme i la construcció de la carretera des de Nata a principi de la dècada de 1990, Maun es va desenvolupar ràpidament.
Compta amb l'aeroport internacional de Maun.

## Clima
El mes més fred és juliol (hivern austral) amb 25 °C de mitjana de les màximes i 5,6 °C de mitjana de les mínimes (15,3 °C de temperatura mitjana). El mes més càlid és gener amb 32,2 °C de mitjana de les màximes i 18,9 °C de mitjana de les mínimes (25,6 °C de temperatura mitjana). La pluviometria anual és de 462 litres dividida en una estació seca, que va de maig a octubre, i una estació humida.